# Tetrix erhaiensis
Tetrix erhaiensis är en insektsart som beskrevs av Zheng, Z. och B. Mao 1997. Tetrix erhaiensis ingår i släktet Tetrix och familjen torngräshoppor. Inga underarter finns listade i Catalogue of Life.